# 波佩利尼基
48°23′19″N 25°20′32″E / 48.38861°N 25.34222°E
波佩利尼基（烏克蘭語：Попельники），是烏克蘭西部的村莊，隸屬伊萬諾-弗蘭科夫斯克州的科洛梅亞區。該村面積9.67平方公里，2001年人口1,512，人口密度每平方公里156.4人。